# Kraenzlinella erinacea
Kraenzlinella erinacea là một loài thực vật có hoa trong họ Lan. Loài này được (Rchb.f.) Solano mô tả khoa học đầu tiên năm 2002.